# Minor Watson
Minor Watson (Marianna, 22 dicembre 1889 – Alton, 28 luglio 1965) è stato un attore statunitense.

## Biografia
Noto caratterista, iniziò la sua carriera cinematografica nel 1913 alla Essanay Film Manufacturing Company, una casa di produzione di Chicago presso la quale girò tutti i suoi primi film.
Sposato a Elinor Hewitt, Watson girò 111 pellicole dal 1913 al 1956. Negli anni cinquanta, apparve anche in alcune serie televisive e in film tv.

## Filmografia parziale

### Cinema
- A Brother's Loyalty, regia di Theodore Wharton (1913)
- What's the Matter with Father? (1913)
- Mr. Rhye Reforms (1913)
- Rescuing Dave (1913)
- Love Incognito (1913)
- Their Waterloo (1913)
- Day by Day (1913)
- Dollars, Pounds, Sense (1913)
- No. 28, Diplomat (1914)
- Our Betters, regia di George Cukor (1933)
- Usanze d'allora (The Pursuit of Happiness), regia di Alexander Hall (1934)
- L'uomo dai due volti (Charlie Chan in Paris), regia di Lewis Seiler e Hamilton MacFadden (1935)
- Il figlio conteso (Age of Indiscretion), regia di Edward Ludwig (1935)
- Adorazione (The Woman I Love), regia di Anatole Litvak (1937)
- Strada sbarrata (Dead End), regia di William Wyler (1937)
- Vivo per il mio amore (That Certain Woman), regia di Edmund Goulding (1937)
- La vita a vent'anni (Navy Blue and Gold), regia di Sam Wood (1937)
- La città dei ragazzi (Boys Town), regia di Norman Taurog (1938)
- Le avventure di Huckleberry Finn (The Adventures of Huckleberry Finn), regia di Richard Thorpe (1939)
- Fred il ribelle (Western Union), regia di Fritz Lang (1941)
- Appuntamento a Miami (Moon Over Miami), regia di Walter Lang (1941)
- La storia del generale Custer (They Died with Their Boots On), regia di Raoul Walsh (1941)
- La donna del giorno (Woman of the Year), regia di George Stevens (1942)
- Delitti senza castigo (Kings Row), regia di Sam Wood (1942)
- Ribalta di gloria (Yankee Doodle Dandy), regia di Michael Curtiz (1942)
- Il terrore di Chicago (The Big Shot), regia di Lewis Seiler (1942)
- Il sentiero della gloria (Gentleman Jim), regia di Raoul Walsh (1942)
- Sua Altezza è innamorata (Princess O'Rourke), regia di Norman Krasna (1943)
- Guadalcanal (Guadalcanal Story), regia di Lewis Seiler (1943)
- Happy Land, regia di Irving Pichel (1943)
- Here Come the Waves, regia di Mark Sandrich (1944)
- Le tigri della Birmania (God Is My Co-Pilot), regia di Robert Florey (1945)
- Incontro nei cieli (You Came Along), regia di John Farrow (1945)
- L'uomo ombra torna a casa (The Thin Man Goes Home), regia di Richard Thorpe (1945)
- Minorenni pericolose (Boys' Ranch), regia di Roy Rowland (1946)
- Il coraggio di Lassie (Courage of Lassie), regia di Fred M. Wilcox (1946)
- Un sudista del Nord (A Southern Yankee), regia di Edward Sedgwick (1948)
- Peccato (Beyond the Forest), regia di King Vidor (1949)
- Il romanzo di Thelma Jordon (The File on Thelma Jordon), regia di Robert Siodmak (1950)
- L'imprendibile signor 880 (Mister 880), regia di Edmund Goulding (1950)
- The Jackie Robinson Story, regia di Alfred E. Green (1950)
- L'affascinante bugiardo (As Young As You Feel), regia di Harmon Jones (1951)
- Vittoria sulle tenebre (Bright Victory), regia di Mark Robson (1951)
- La danza proibita (Little Egypt), regia di Frederick de Cordova (1951)
- L'amore più grande (My Son John), regia di Leo McCarey (1952)
- La frontiera indomita (Untamed Frontier), regia di Hugo Fregonese (1952)
- La diva (The Star), regia di Stuart Heisler (1952)
- Corsa infernale (Roar of the Crowd), regia di William Beaudine (1953)
- La banda dei dieci (Ten Wanted Men), regia di H. Bruce Humberstone (1955)
- I corsari del grande fiume (The Rawhide Years), regia di Rudolph Maté (1955)
- Trapezio (Trapeze), regia di Carol Reed (1956)
- La figlia dell'ambasciatore (The Ambassador's Daughter), regia di Norman Krasna (1956)

### Televisione
- TV Reader's Digest – serie TV, episodio 1x07 (1955)
- Climax! – serie TV, episodio 2x01 (1955)